# Osmizámková vazba pletenin
Osmizámková vazba je jedna z interlokových vazeb zátažných pletenin.
Název pochází od vybavení okrouhlých pletacích strojů osmi zámkovými systémy, které tento druh vazby umožňuje. Podle způsobu vzorování se výrobní zařízení obvykle dělí na stroje se skupinovou a individuální volbou jehel.

## Interlokové stroje se skupinovou volbou pletacích jehel
Pleteniny se vyrábí na okrouhlých dvoulůžkových pletacích strojích s osmi zámky, jejichž kanály určují dráhu procházejících jehel. Stroje byly původně vybaveny zařízením na mechanickou volbu jehel. Jehly jsou zde trvale rozděleny do několika skupin, každá skupina prochází stejnou zámkovou dráhou. Interlokové stroje mají obvykle dvě zámkové dráhy (po čtyřech zámcích na každou dráhu, fonturu), první dráha pracuje s dlouhými a druhá s krátkými jehlami v poměru např. v poměru 2:2 nebo 3:3. 
Stroje mají průměr 76-86 cm, až 96 pletacích systémů, 7-11 jehel na cm a pracují s obvodovou rychlostí do 84 m/min.

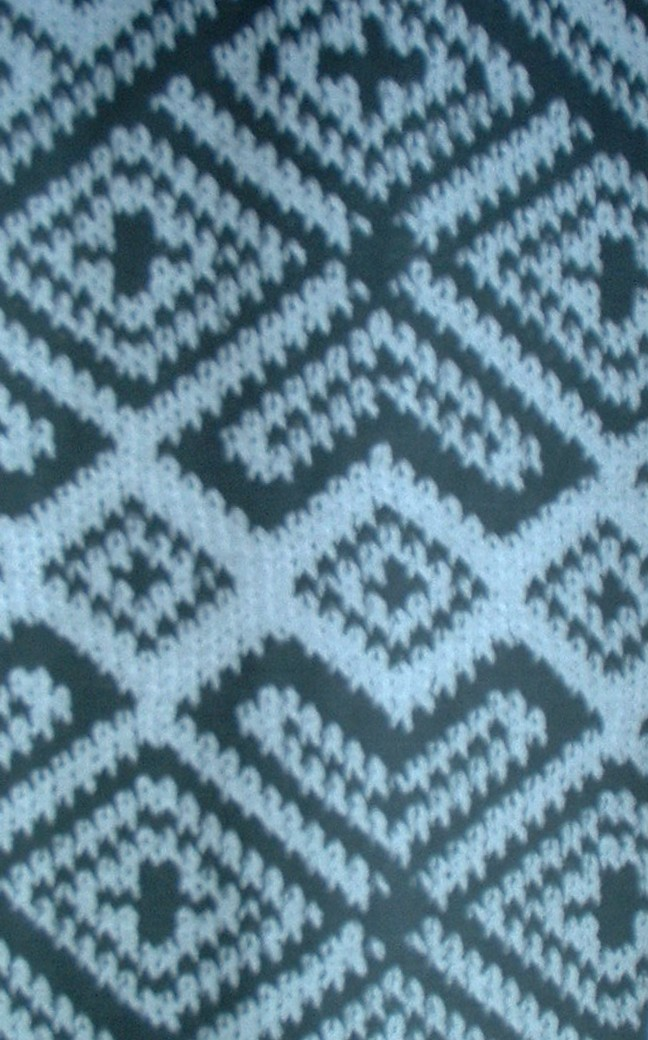
Žakárový vzor na svetru v osmizámkové vazbě

Při nasazení nití různé barvy v každém pletacím systému vznikají v pletenině podélné barevné pruhy, šachovnice nebo kosočtverce. Na lícní i rubní straně se tvoří stejný vzor, ale v opačné barvě. Uvnitř pleteniny vznikají dutinky, které dávají výrobku vysokou hřejivost.

## Stroje s individuální volbou jehel
Na strojích s elektronickou volbou jednotlivých jehel na obou fonturách se dají zhotovit také žakárové vzory interlokových pletenin. Moderní zařízení pracují s tzv. kontinuálními žakáry s nepřetržitým postupem od informace o vzoru pleteniny až k provedení určitého pohybu jehly.
Na rubní straně pleteniny se zde navazují jehlami protilehlé fontury podkládané niti jako očka, při čemž se navazují jen niti, které jsou na lícní straně pleteniny nepotřebné. Individuální volba jehel umožňuje mnohem bohatší vzorování a rychlou změnu výrobního programu.
Stroje se žakárem mají oproti jednoduchým zařízením jen polovinu pletacích systémů, poloviční rychlost a hrubší ojehlení.